# Armin Risi
Armin Risi (* 1962 in Luzern) ist ein Schweizer Dichter, Veda-Botschafter und Autor von esoterischen und spirituellen Büchern.

## Leben
Risi besuchte das Lateinische Gymnasium in Luzern. Zwischen 1978 und 1980 entstanden Risis erste literarische Arbeiten: Gedichte und Theaterstücke. Im Alter von achtzehn Jahren gehörte er zu den führenden Schach-Junioren der Schweiz. In den Jahren 1980/1981 unternahm er verschiedene Reisen und Naturaufenthalte. 1981 verließ er das Gymnasium kurz vor der Matura. Von Anfang 1981 bis Ende 1998 lebte er achtzehn Jahre in vedischen Krishna-Klöstern in Europa und Indien und studierte die indischen und westlichen Philosophien. Er arbeitete bei der Übersetzung von zwanzig Werken der Sanskritliteratur aus dem Englischen ins Deutsche mit.
1988 erschien seine erste eigenständige Veröffentlichung, die Broschüre Vegetarisch leben – Die Notwendigkeit fleischloser Ernährung. 1992 folgte die erste eigene Buchveröffentlichung. Ab 1995 veröffentlichte Risi zahlreiche Artikel in grenzwissenschaftlichen und esoterischen Zeitschriften und hielt Vorträge. Armin Risi lebt seit 1998 als freischaffender Schriftsteller und Referent.
2005 unternahm er eine Studienreise nach Ägypten. Auf dieser Reise erhielt er Zugang zu der von ihm so genannten „Osiris-Krypta“ von Gizeh und der „Monolith-Krypta“ von Sakkara. Risi veröffentlichte 2005 gemeinsam mit Rico Paganini das Buch Die Giza Mauer. Das Buch wurde, soweit es im wissenschaftlichen Diskurs überhaupt wahrgenommen wurde, als „ein Sammelsurium an Spekulationen und unbegründeten Behauptungen über angebliche Rätsel im alten Ägypten“ gewertet. Risi reagierte daraufhin ebenfalls mit einer Stellungnahme, indem er sein Buch zunächst gegen Kritik in Schutz nahm. Später distanzierte er sich allerdings teilweise von den Erkenntnissen seines Co-Autors Rico Paganini.
Risi kritisiert das Weltbild des Darwinismus und stellt dem seine eigene Theorie der „Involution“ entgegen. Schwerpunkte seiner Veröffentlichungen und Vorträge sind Esoterik, Spiritualismus, Verschwörungstheorien, Ufos und Mythologie. Zahlreiche Vorträge von Risi können bei YouTube abgerufen werden. Risi gilt als Anhänger des Geistheilers Bruno Gröning, mit dessen Wirken er sich auch in Vorträgen und Publikationen auseinandersetzte. Rainer Fromm wirft Risi in der von Sektenwatch herausgegebenen Broschüre Rechtsradikalismus in der Esoterik vor, unter einem esoterischen Deckmantel antisemitisch aufgeladenes Gedankengut zu verbreiten, und bezieht sich dabei im Besonderen auf Risis Werk Machtwechsel auf der Erde. Fromm erwähnt, als Reaktion auf seine Kritik von Risi persönlich einen Brief erhalten zu haben, in dem dieser angibt: „In der überarbeiteten Neuauflage von 2006 habe ich das diesbezügliche Kapitel vollständig gestrichen, um mich nicht nur kritisch, sondern gänzlich von diesem Thema zu distanzieren.“ Auch führte Risi die angeblich „beachtliche Reputation“ seines Werkes bei Verlagen als Beleg seiner Seriosität an: „2005 las die strenge Lektoratsabteilung von Randomhouse[-]Bertelsmann dieses Buch und fand keine einzige zu beanstandende Stelle. Dieser große Verlag wollte das Buch in der Fassung von 1999 als Taschenbuch herausgeben.“ Trotzdem bewegt sich Armin Risi weiterhin in rechtsesoterischen und verschwörungsideologischen Kreisen. So trat er u. a. 2013 als Referent beim Regentreff-Kongress für Grenzwissen auf. Er schreibt außerdem für Kopp Online, das Netzportal des Kopp Verlags. Außerdem ist er im YouTube-Kanal von TimeToDo-TV als Interviewgast zu sehen.
2006 gründete er das „Institut für die Wissenschaft der Involution“.
Risi wurde für den Dokumentarfilm Die Mondverschwörung von 2010 interviewt und behauptet dort, die Ziffernfolge „666“, die in der Bibel als „Zeichen des Tieres“ beschrieben wird, wiederhole sich nicht nur in den Buchstaben „www“ (für WorldWideWeb), sondern auch in sämtlichen Preis-Strichcodes auf Produkten.
Die Zeitung Münchner Merkur berichtete im Oktober 2014 unter der Überschrift „Ein unheimliches Treiben im Zwielicht zwischen Unfug und Welterlösung“ über eine Konferenz von „Verschwörungstheoretikern“ und „Grenzwissenschaftlern“. Risi war auf dieser Konferenz einer der Redner. Der Münchner Merkur beschrieb Risi als einen „Meister im Spiel mit dem Unwissen“.

## Werke
Autor
- Machtwechsel auf der Erde. Die Pläne der Mächtigen, globale Entscheidungen und die Wendezeit. Heyne-Verlag, 2007
- Völkerwanderung – Epische Galerie. Govinda-Verlag 1992
- Der Kampf mit dem Wertlosen – Lyrische Meditationen. Govinda-Verlag 1992
- Da ich ein Dichter war – Reinkarnation: Gedanken, Gedichte und eine Begegnung mit Hölderlin. Govinda-Verlag 1995
- Der multidimensionale Kosmos, Band 1: Gott und die Götter. Govinda-Verlag 1995
- Der multidimensionale Kosmos, Band 2: Unsichtbare Welten. Govinda-Verlag 1998
- Der multidimensionale Kosmos, Band 3: Machtwechsel auf der Erde. Govinda-Verlag 1999
- TranscEnding the Global Power Game – Hidden Agendas, Divine Intervention and the New Earth. Govinda Press 2004 (Zusammenfassung und Erweiterung von 'Machtwechsel auf der Erde' in englischer Sprache)
- Licht wirft keinen Schatten – Ein spirituell-philosophisches Handbuch. Govinda-Verlag 2004
- Der radikale Mittelweg – Überwindung von Atheismus und Monotheismus. Kopp-Verlag 2009
- Ganzheitliche Spiritualität . Govinda-Verlag 2011
- Einheit im Licht der Ganzheit . Govinda-Verlag 2011
- „Ihr seid Lichtwesen“ – Ursprung und Geschichte des Menschen. Govinda-Verlag 2013
- „Evolution“ – Stammt der Mensch von den Tieren ab?. Govinda-Verlag 2014

Mitautor
- Die Kanada-Auswanderung – Zeitreise ins Kali-yuga. Roman von Werner E. Risi, Govinda-Verlag 1996
- Mutter Erde wehrt sich – Über die Heilung des Planeten und die Aufgabe der Sterngeborenen. mediale Texte von Tom H. Smith und Savitri Braeucker, Übersetzung der Texte von Tom H. Smith und ausführliche Einleitung von Armin Risi, Govinda-Verlag 1997
- Das kosmische Erbe – Einweihung in die Geheimnisse unserer Her- und Zukunft. mediale Texte von Tom H. Smith, übersetzt und erläutert von Armin Risi, Govinda-Verlag 2001
- Die Giza-Mauer und der Kampf um das Vermächtnis der alten Hochkulturen – Geheime Forschungen im Pyramiden-Gelände. Von Armin Risi und Rico Paganini, Govinda-Verlag 2005
- Vegetarisch leben – Vorteile einer fleischlosen Ernährung. Armin Risi und Ronald Zürrer, 6., vollständig überarbeitete und erweiterte Auflage, Govinda-Verlag 2006
- MAKE THAT CHANGE – Michael Jackson: Botschaft und Schicksal eines spirituellen Revolutionärs, Sophia Pade und Armin Risi, Govinda-Verlag 2017

## Referent auf Kongressen
- Dialog mit dem Universum, Düsseldorf 1995 und 1999
- UFO-Kongress, Zürich 1996, 1997 und 1998
- 1. Weltkongress Verbotene Archäologie, Berlin 1998
- Lebenskraft – Kongress für Bewusstsein, Gesundheit und Lebenshilfe, Zürich 2003, 2004 und 2005
- Kongress für Grenzwissenschaften, Regen 2004
- Die Macht hinter der Macht, Stuttgart 2005, Forum Kontrovers
- Die Wissenschaft der Involution – Menschheitsgeschichte jenseits von Darwinismus und Kreationismus, Stuttgart 2006, Neue-Impulse-Treff
- Kosmische Mysterien, November 2018, Königstein am Taunus, Kongress „Medizin und Bewusstsein“